# 바츨라프 체르니
바츨라프 체르니(체코어: Václav Černý, 1997년 10월 17일 ~ )는 체코의 축구 선수이다. 그의 포지션은 오른쪽 윙어로, 현재 독일 분데스리가의 VfL 볼프스부르크에서 활약하고 있다.

## 클럽 경력

### AFC 아약스
체르니는 프르지브람에서 태어났다. 2013년 1월, 그는 1. FK 프르지브람에서 AFC 아약스 유소년 팀으로 옮겼다. 2015년 3월 13일, 그는 1-0으로 이긴 VVV 펜로와의 에이르스터 디비시 경기에서 로베르트 무리치와 78분에 교체 투입되어 용 아약스 소속으로 프로 데뷔전을 치렀다.
2015년 8월 15일, 그는 3-0으로 이긴 빌럼 II와의 경기에서 아약스 1군 데뷔전을 치렀다. 2015년 11월 26일, 그는 2-1로 이긴 셀틱과의 2015-16년 UEFA 유로파리그 경기에서 아약스 소속으로 데뷔골을 기록했다. 2019년, 그는 아약스에서 5시즌을 보낸 뒤 팀을 떠났고, 이 기간 동안 2부 리그인 에이르스터 디비시에 소속된 리저브 팀 용 아약스에서 꾸준히 뛰었다.

### 위트레흐트
2019년 7월, 체르니는 에레디비시의 위트레흐트와 3년 계약을 맺고 이적했다.
체르니는 2020-21 시즌에 트벤터로 임대 되었고, 2021년 7월 완전 이적했다. 2023년 6월 2일, 체르니는 2023년 5월 에레디비시 이달의 선수로 선정되었다.

### VfL 볼프스부르크
2023년 6월 23일, VfL 볼프스부르크는 체르니와 4년 계약을 맺었다고 발표했다.

## 국가대표팀 경력
체르니는 체코 U-16 국가대표팀 일원으로 활약하였고, 2015년 8월에 17세의 나이로 체코 U-21 대표팀에 소집되었다. 이 소집은 그가 9월 초 몰타, 라트비아와의 경기에 출전할 경우 최연소 U-21 대표팀 선수가 될 것이라는 점에서 언론의 주목을 받았다. 2015년 9월 4일, 그는 4-1로 이긴 몰타와의 경기에서 선발 출전하며 U-21 대표팀 데뷔전을 치렀다.
2020년 11월 11일, 그는 1-0으로 패한 독일과의 친선 경기에서 선발 출전하며 성인 국가대표팀 데뷔전을 치렀고, 하프타임에 교체되었다.

## 수상 내역
아약스
- 에레디비시: 2018–19
- KNVB 베커르: 2018–19
- UEFA 유로파리그: 준우승 2016–17[14]

용 아약스
- 에이르스터 디비시: 2017–18

개인
- 체코 올해의 재능: 2015[15]
- 에레디비시 이달의 선수: 2023년 5월[16]
- 에레디비시 이달의 팀: 2023년 5월[17]